# Pierre de Mathefelon
Pierre de Mathefelon, membre de la famille de Mathefelon,  seigneur de Saint-Ouën, de Beauvais, d'Entrammes.

## Biographie
Il est le fils de Thibault IV de Mathefelon et de Béatrix de Dreux.
Il meurt avec son frère Juhel en combattant les Turcs en Hongrie à la bataille de Nicopolis en 1396. D'après · d'autres auteurs, Pierre de Mathefelon et son frère ne perdirent pas la vie dans le combat même. Après avoir fait des prodiges de valeur, ils furent faits prisonniers et ensuite massacrés par les ordres du sultan Bajazet Ier.

## Source
- Louis Marie Henri Guiller, Recherches sur Changé-les-Laval, tome 2, p. 27 - .